# Ludo (émission de télévision)
Pour les articles homonymes, voir Ludo et Zouzou.
Ludo est une marque pour la jeunesse de France Télévisions, accompagnant les séries d'animation sur France 3, France 4 et France 5 du 19 décembre 2009 au 8 décembre 2019.
Ludo prend la suite de Toowam (2006-2009), de France 3 et Les Zouzous (1999-2009) de France 5. Elle est remplacée par Okoo depuis 2019.

## Déclinaison
La déclinaison de Ludo sur France 3 ressemble à son prédécesseur Toowam avec :
- Chouette Toowam devenu Samedi Ludo.
- Ciné Toowam devenu Ciné Ludo.
- Toowam Vacances devenu Ludo Vacances.

Ciné Ludo est une prolongation de Ludo. Elle est composée principalement de films de cinéma et de téléfilms pour enfants comme : Azur et Asmar ou Kirikou et la Sorcière... Jusqu'en 2011, Ciné Ludo était diffusé sur France 3 et France 4 toute l'année mais principalement, le mercredi matin, en jours fériés et pendant les vacances. Quant à France 5, Ciné Ludo était diffusée uniquement pendant les vacances de Noël 2009 et 2010, elle remplaçait Ludo sur France 5 du lundi au vendredi de 11h45 à 13h40. Ciné Ludo sur France 5 était comme un « cadeau de Noël ».
Dès 2011, Ciné Ludo est diffusée uniquement sur France 3.

## Identité visuelle et sonore

### Logos
Entre le 19 décembre 2009 et le 28 janvier 2018, ce logo était le même pour France 4 et France 5 mais s'adapte aux couleurs de la chaîne. Le logo de Ludo Zouzous et Ludo sur France 5 sont pratiquement les mêmes.
Dès le 29 janvier 2018, lors de la refonte de l'habillage des chaînes de France Télévisions, un logo plus moderne. Il est légèrement modifié passant du carré au cercle ainsi que l'ajout d'un dégradé bleu et violet rappelant les couleurs de France 3 et France 4. Le point blanc, situé en bas à droite, disparaît.

Logo de Ludo du 19 décembre 2009 au 28 janvier 2018 sur France 3.
Logo de Ludo du 29 janvier 2018 au 8 décembre 2019 sur France 3 et France 4.
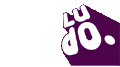
Logo de Ludo du 19 décembre 2009 au 28 janvier 2018 sur France 4.
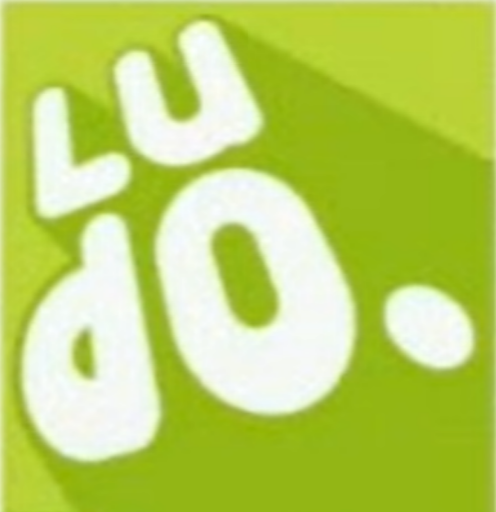
Logo de Ludo du 19 décembre 2009 au 2 janvier 2011 sur France 5.
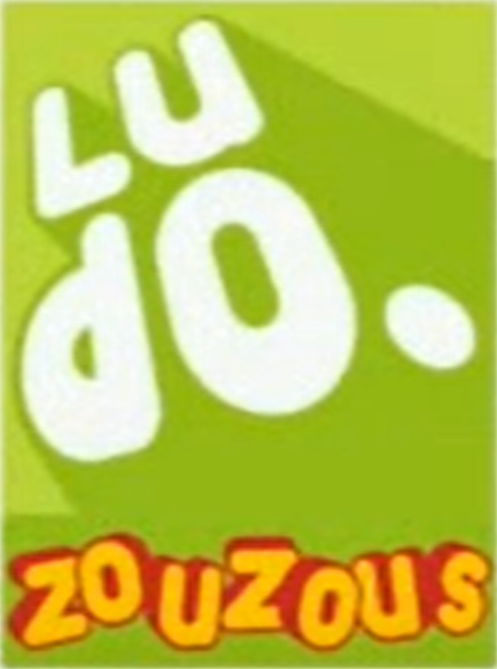
Logo de Ludo Zouzous du 19 décembre 2009 au 24 juin 2011 sur France 5.

### Slogans
Ludo possède plusieurs slogans, certains ont été réalisés spécialement pour des évènements temporaires.
- Slogans principaux :
- « Ludo, créateur de héros » (2011 - 2013)
- « Ludo, l'animateur de tes héros » (de 2013 à 2019)

- Slogans secondaires :
  - « C'est nouveau ! C'est Ludo ! » (2009 - 2010)
  - Ciné Ludo :  « Il était une fois... Ciné Ludo... » (2009 - 2010)
  - « Ludo, c'est du fun de compétition » (slogan de Ludo sur France 4 dès 2014)

- Slogan temporaire :
  - Pour la semaine du développement durable : « Ludo, c'est ma nature ! » (2011)

### Habillage

#### France 3
L'habillage initial de l'émission , un cube illustré sur fond de voix d'enfants criant « Ludo ! », a été réalisé par l'agence So What Now. Mais dès le 2 septembre 2013, un nouvel design a été adopté  : des dessins semblant « fait à la main » ainsi que de nouvelles voix.
Un nouvel habillage a lieu le 29 janvier 2018 à la suite du changement d'identité visuelle de la chaîne.

#### France 4
Sur France 4, Ludo est seulement introduit par un bref générique représentant les héros de l'émission pour le différencier des autres programmes. Dès lors, est diffusé Tortues Ninja, Green Lantern, Star Wars Rebels... une case intitulé En Mode Action sur Ludo. Dès 16h45, Ludo diffuse les dessins animés comme Ninjago, Garfield & Cie, Angelo la débrouille et Les As de la jungle.
Dès le 29 janvier 2018, Ludo est placé en bas à gauche de l'écran, tout comme France 3.

### Voix off
Les premières voix off de Ludo était celles de Alexandre Nguyen et Diane Dassigny. Ludo Zouzous avait pour voix off Mélanie Vaysse, animatrice radio et télévision.
Ludo sur France 5 (le midi) jusqu'en 2010 et sur France 4 jusqu'en 2011 avaient les mêmes voix off que France 3.
Elles ont changé dès décembre 2013 à l'occasion du nouvel habillage. Hervé Grull remplace Alexandre Nguyen sur la voix-off masculine et Adeline Chetail remplace Diane Dassigny sur la voix-off féminine.

## Audimat
Selon Toute la télé, plus de 3 500 000[réf. souhaitée] des enfants français (soit 60 %) regardent Ludo, ce qui constitue une meilleure audience que Toowam ou Les Zouzous.

## Activités sur internet

### Site internet

#### monludo.fr(2009-2014)
Le site comprenait des  jeux, des  activités toujours en compagnie des héros de Ludo et de Ludo Zouzous pour que l'enfant ait des aventures avec ses héros préférés. Il contenait aussi deux web TV :  la Ludo Web TV pour Ludo et la Ludo Zouzous Web TV pour Ludo Zouzous pour que les téléspectateurs fans de Ludo puissent profiter des dessins animés toute la journée et en continu. monludo.fr était un « Grand » site à l'époque ! Mais comme il est écrit en haut, Ludo à ce moment-là ne connait pas un grand succès. En 2011, le site devient uniquement site officiel de Ludo sur France 3 et Zouzous (désormais nommé comme ceci à partir de juin 2011) sur France 5 puisque le groupe supprime la marque des chaînes France 4 et France 5, mais malgré le grand changement, il reste nommé monludo.fr. La Ludo Zouzous Web TV devient donc Zouzous Web TV pour suivre le fil des Zouzous et continue de diffuser des dessins animés Zouzous toute la journée. Mais dès le 15 février 2013, Zouzous quitte à son tour monludo.fr pour son propre mini-site zouzous.fr. monludo.fr est devenu uniquement le site officiel de Ludo sur France 3 puisqu'il existe plus qu'« un » Ludo à ce moment là.
Le site contienait des jeux, des activités, des coloriages avec les héros de Ludo. La Ludo Web TV était toujours en ligne en 2013 et 2014 mais cette fois-ci en tant qu'unique web TV du site.

##### LaLudo Web TV
La Ludo Web TV était une web TV disponible sur le site monludo.fr , Elle diffusait du lundi au dimanche de 7h00 à 21h00 les dessins animés de Ludo sur France 3 comme Les Dalton, Les Podcats, Gaston, Oggy et les Cafards, Garfield, Flipper et Lopaka, etc. Elle a été créée pour faire profiter les enfants des dessins animés Ludo (en plus de la programmation sur France 3 et France 4) tous les jours en continu sur monludo.fr[source secondaire souhaitée].

##### LaLudo Zouzous Web TV
La Ludo Zouzous Web TV était une web TV disponible sur le site monludo.fr. Elle diffusait du lundi au dimanche de 7h00 à 21h00 les dessins animés de Ludo Zouzous sur France 5 comme Amis City, Le Dino Train, Grabouillon, Lulu Vroumette, etc. Elle avait été créée elle aussi pour faire profiter les enfants des dessins animés de Ludo Zouzous (en plus de la programmation sur France 5) tous les jours en continu sur monludo.fr. Elle a été supprimée lors de l'éclatement de l'offre jeunesse de France Télévision en juin 2011 pour devenir Zouzous Web TV.

#### ludo.fr
Dès le 23 octobre 2014, le site monludo.fr est remplacé par une nouvelle version du site, accessible sur ludo.fr. La nouvelle version du site permet de regarder le flux vidéo de France 3 et France 4, les vidéos en replay et de jouer à des jeux basés sur les univers des héros.

### Chaîne YouTube
Dès le 16 février 2015, Ludo possède sa propre chaîne YouTube,.

## Produits dérivés

### CD
Ludo et Ludo Zouzous possédaient leur compilation sortie en 2011 intitulée Les Hits de Ludo. On[Qui ?] pouvait y trouver 2 CD. Le premier, pour écouter des génériques et des chansons de dessins animés comme Galactik Football, Mikido, Skyland, Atout 5, Chloé Magique, etc. Le deuxième contenait des morceaux de Duck Sauce, David Guetta ou Kesha, etc.

### Magazine
Ludo Zouzous possédait aussi son propre magazine bimestriel intitulé Ludo Zouzous, magazine. Il était publié par Fleurus presse. Il contenait des histoires, des jeux, des activités et une surprise pour « apprendre à devenir grand » avec certains héros de Ludo Zouzous. Il y avait aussi des magazines hors-série qui était consacrés uniquement à un des héros de Ludo Zouzous comme Oui-Oui, Didou, Lulu Vroumette, etc.

## Séquences créées par Ludo

### Ludo complètement junglé
Cette séquence a été créée pour l’occasion de la sortie en salles du film événement d’Alain Chabat avec pour héros Le Marsupilami, héros emblématique de l’offre jeunesse de France 3. 

### Ze Titeuf Comedy Show
En mars 2011, Ludo avait lancé Ze Titeuf Comedy Show, émission présentée par le célèbre Titeuf, c'est... Blagues à gogo, détournements, fausses pubs, clips, lancements de séries… les stars de l’animation de France 3 adaptées des bandes dessinées des éditions Glénat animent ce nouveau rendez-vous avec principalement Titeuf, Samson et Néon ou Captain Biceps.